# Liste der Kulturdenkmale in Kirchberg an der Iller

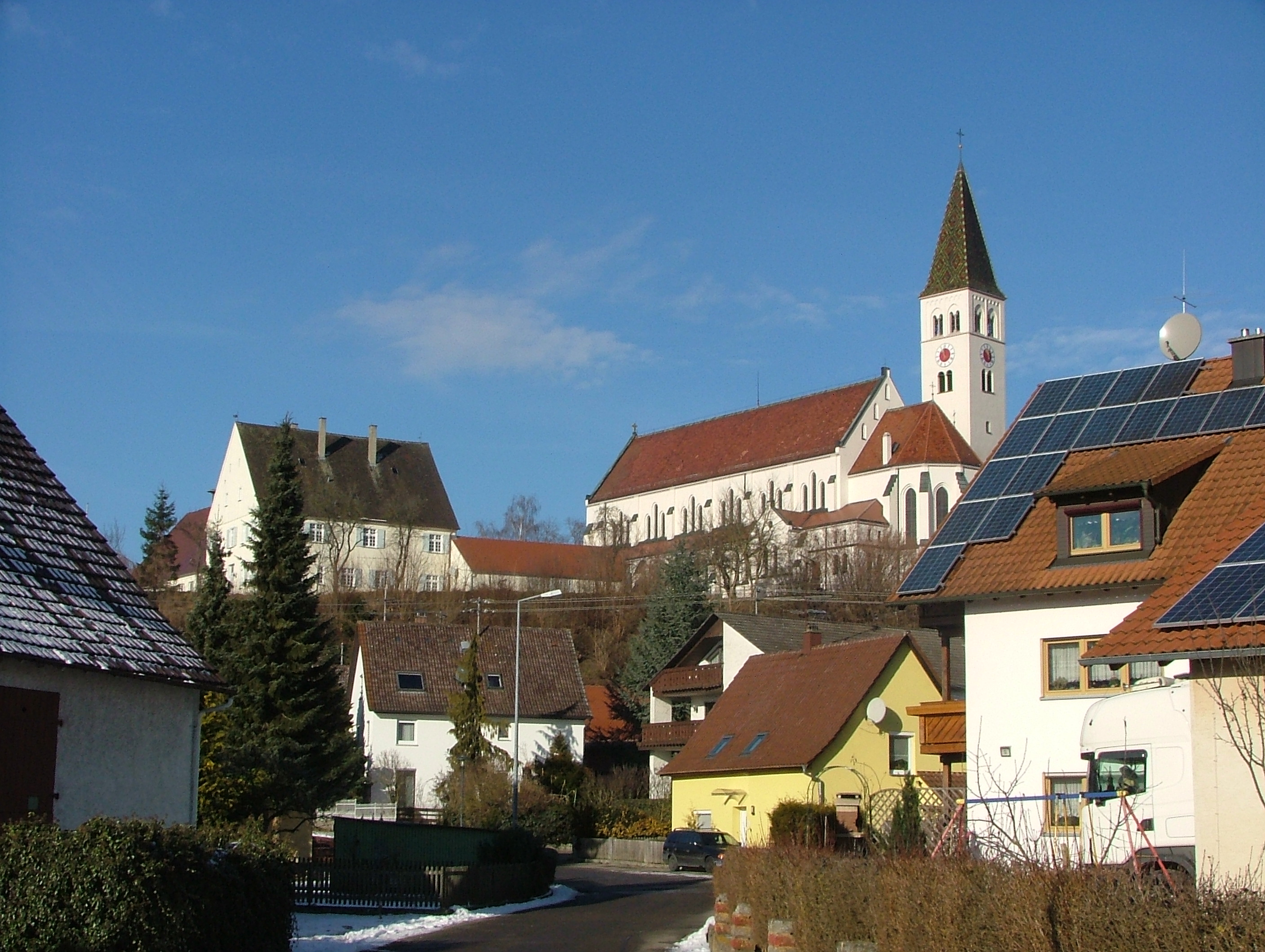

In der Liste der Kulturdenkmale in Kirchberg an der Iller  sind alle Bau- und Kunstdenkmale der Gemeinde Kirchberg an der Iller und ihrer Teilorte verzeichnet. Sie leitet sich aus der Liste des Landesdenkmalamtes Baden-Württemberg, dem „Verzeichnis der unbeweglichen Bau- und Kunstdenkmale und der zu prüfenden Objekte“ ab. Diese Liste wurde im Jahre 1978 erstellt. Die Teilliste für den Landkreis Biberach hat den Stand vom 30. März 2009 und verzeichnet fünf unbewegliche Bau- und Kunstdenkmäler.

## Allgemein
- Bild: Zeigt ein ausgewähltes Bild aus Commons, „Weitere Bilder“ verweist auf die Bilder im Medienarchiv Wikimedia Commons.
- Bezeichnung: Nennt den Namen, die Bezeichnung oder die Art des Kulturdenkmals.
- Lage: Straßenname und Hausnummer oder Flurstücknummer des Kulturdenkmals, gegebenenfalls auch den Ortsteil. Die Grundsortierung der Liste erfolgt nach dieser Adresse. Der Link (Karte) führt zu verschiedenen Kartendiensten mit der Position des Kulturdenkmals. Fehlt dieser Link, wurden die Koordinaten noch nicht eingetragen. Sind diese bekannt, können sie über ein Tool mit einer Kartenansicht einfach nachgetragen werden. In dieser Kartenansicht sind Kulturdenkmale ohne Koordinaten mit einem roten bzw. orangen Marker dargestellt und können durch Verschieben auf die richtige Position in der Karte mit Koordinaten versehen werden. Kulturdenkmale ohne Bild sind an einem blauen bzw. roten Marker erkennbar.
- Datierung: Baubeginn, Fertigstellung, Datum der Erstnennung oder grobe zeitliche Einordnung entsprechend des Eintrags in der zuständigen Denkmaldatenbank (Landesamt für Denkmalpflege Baden-Württemberg).
- Beschreibung: Kurzcharakteristik des Kulturdenkmals.

## Kirchberg an der Iller
Die Gemeinde Kirchberg an der Iller liegt im Osten des Landkreises. Die Gemeinde ist der grenzübergreifenden Planungsregion Donau-Iller zugehörig. Die östliche Gemeindegrenze markiert zugleich den Verlauf der Landesgrenze zwischen Baden-Württemberg und Bayern. Die Gemeinde setzt sich aus dem Hauptort Kirchberg, dem Ortsteil Sinningen sowie den Weilern Nordhofen und Ziegelhof zusammen.
| Bild | Bezeichnung            | Lage                     | Datierung | Beschreibung                                        | ID |
| ---- | ---------------------- | ------------------------ | --------- | --------------------------------------------------- | -- |
|      | Pfarrkirche St. Martin | Bei der Kirche 1 (Karte) | 1898–1900 | erbaut von Joseph Cades Geschützt nach § 28 DSchG   |    |
|      | Pfarrhaus              | Bei der Kirche 2         | 1733      | Satteldachhaus Geschützt nach § 28 DSchG            |    |
|      | Wegekapelle            | Ortsstraße 2             | 1853      | Kapelle mit Kerkerchristus Geschützt nach § 2 DSchG |    |
|      | Marienkapelle          | Flstnr. 401              | 1905      | Neugotische Lourdeskapelle Geschützt nach § 2 DSchG |    |

### Sinningen
Sinningen ist ein nördlich des Hauptortes der Gemeinde gelegener Teilort und grenzt an den Alb-Donau-Kreis.
| Bild           | Bezeichnung               | Lage            | Datierung | Beschreibung                                                                      | ID |
| -------------- | ------------------------- | --------------- | --------- | --------------------------------------------------------------------------------- | -- |
| Weitere Bilder | Filialkapelle St. Michael | Kapellenplatz 1 | 1598      | Schiff mit dreiseitig schließendem Chor, verändert 1683 Geschützt nach § 28 DSchG |    |